# Альтман, Иосиф Яковлевич
Иосиф Яковлевич Альтман (25.10.1920 — 26.02.2004) — российский учёный, специалист в области радиолокации и радиоэлектронной борьбы.
Участник войны.
Окончил Московский энергетический институт (1944).
С 1944 по 1990 год в ВНИИ-108: техник, инженер, старший инженер (1948—1949), ведущий конструктор (1949—1957), начальник лаборатории (1957—1959), начальник отдела (1959—1984), ведущий конструктор (1984—1990).
Заместитель главного конструктора опытно-конструкторских работ по изделиям «ПР-П», «Альфа», «Резеда», главный конструктор ОКР «Бета», «Сирень», «Герань», заместитель научного руководителя НИР «Зонд», «Ласточка», «Платан» и других.
В общей сложности руководил разработкой 13 изделий, принятых на вооружение, что можно считать рекордом.
Лауреат Государственной премии СССР (1967). Почётный радист.
Награжден орденами Трудового Красного Знамени (1987), «Знак Почета» (1977), Дружбы народов (1990), медалями.
Умер в США 26 февраля 2004 года после тяжелой болезни.